# Vorderer Wildgundkopf
Der Vordere Wildgundkopf ist ein 1935 m ü. NHN hoher Berggipfel in den Allgäuer Alpen. Er liegt ziemlich genau in der Mitte des Himmelschrofenzuges und begrenzt mit seinem nach Südosten streichenden Grat die Weidegebiete der ehemaligen Hinteren Ringersgundalpe im Süden. Südlich des Vorderen Wildgundkopf liegt der Hintere Wildgundkopf.
Werden als Kriterium für einen eigenständigen Berggipfel eine Schartenhöhe von mindestens 30 m sowie als Kriterium für einen eigenständigen Berg eine Schartenhöhe von mindestens 100 m herangezogen, ist der Vordere Wildgundkopf als Nebengipfel des Hinteren Wildgundkopfs zu betrachten.

## Besteigung
Auf den Vorderen Wildgundkopf führt kein offiziell markierter Weg. Die in Karten eingezeichneten Steige sind teilweise gepflegt und markiert, aber teilweise auch im Verfallen begriffen. Man kann ihn entweder von Norden aus dem Gebiet der Hinteren Ringersgundalpe bzw. von Süden vom Hinteren Wildgundkopf erreichen. Beide Anstiege erfordern Trittsicherheit und Bergerfahrung im weglosen Gelände, sowie Klettervermögen von I–II.

## Fauna
Der Vordere Wildgundkopf ist Lebensraum der Kreuzotter, ebenso wie das Gebiet der ehemaligen Ringersgundalpe.